# Grand Prix Francji 1994
Grand Prix Francji 1994 (oryg. Grand Prix de France) – siódma runda Mistrzostw Świata Formuły 1 w sezonie 1994, która odbyła się 3 lipca 1994, po raz czwarty na torze Circuit de Nevers Magny-Cours.
80. Grand Prix Francji, 44. zaliczane do Mistrzostw Świata Formuły 1.

## Wyniki

### Kwalifikacje
| P                       | Nr | Kierowca              | Konstruktor(-silnik) | Opony | Czas     | Odstęp   | Strata   |
| ----------------------- | -- | --------------------- | -------------------- | ----- | -------- | -------- | -------- |
| 1                       | 0  | Damon Hill            | Williams-Renault     | G     | 1:16.282 | -        | -        |
| 2                       | 2  | Nigel Mansell         | Williams-Renault     | G     | 1:16.359 | 0:00.077 | 0:00.077 |
| 3                       | 5  | Michael Schumacher    | Benetton-Ford        | G     | 1:16.707 | 0:00.348 | 0:00.425 |
| 4                       | 27 | Jean Alesi            | Ferrari              | G     | 1:16.954 | 0:00.247 | 0:00.672 |
| 5                       | 28 | Gerhard Berger        | Ferrari              | G     | 1:16.959 | 0:00.005 | 0:00.677 |
| 6                       | 15 | Eddie Irvine          | Jordan-Hart          | G     | 1:17.441 | 0:00.482 | 0:01.159 |
| 7                       | 14 | Rubens Barrichello    | Jordan-Hart          | G     | 1:17.482 | 0:00.041 | 0:01.200 |
| 8                       | 6  | Jos Verstappen        | Benetton-Ford        | G     | 1:17.645 | 0:00.163 | 0:01.363 |
| 9                       | 7  | Mika Häkkinen         | McLaren-Peugeot      | G     | 1:17.768 | 0:00.123 | 0:01.486 |
| 10                      | 30 | Heinz-Harald Frentzen | Sauber-Mercedes      | G     | 1:17.830 | 0:00.062 | 0:01.548 |
| 11                      | 29 | Andrea de Cesaris     | Sauber-Mercedes      | G     | 1:17.866 | 0:00.036 | 0:01.584 |
| 12                      | 8  | Martin Brundle        | McLaren-Peugeot      | G     | 1:18.031 | 0:00.165 | 0:01.749 |
| 13                      | 26 | Olivier Panis         | Ligier-Renault       | G     | 1:18.044 | 0:00.013 | 0:01.762 |
| 14                      | 3  | Ukyō Katayama         | Tyrrell-Yamaha       | G     | 1:18.192 | 0:00.148 | 0:01.910 |
| 15                      | 25 | Éric Bernard          | Ligier-Renault       | G     | 1:18.236 | 0:00.044 | 0:01.954 |
| 16                      | 23 | Pierluigi Martini     | Minardi-Ford         | G     | 1:18.248 | 0:00.012 | 0:01.966 |
| 17                      | 4  | Mark Blundell         | Tyrrell-Yamaha       | G     | 1:18.381 | 0:00.133 | 0:02.099 |
| 18                      | 9  | Christian Fittipaldi  | Footwork-Ford        | G     | 1:18.568 | 0:00.187 | 0:02.286 |
| 19                      | 12 | Johnny Herbert        | Lotus-Mugen-Honda    | G     | 1:18.715 | 0:00.147 | 0:02.433 |
| 20                      | 20 | Érik Comas            | Larrousse-Ford       | G     | 1:18.811 | 0:00.096 | 0:02.529 |
| 21                      | 24 | Michele Alboreto      | Minardi-Ford         | G     | 1:18.890 | 0:00.079 | 0:02.608 |
| 22                      | 10 | Gianni Morbidelli     | Footwork-Ford        | G     | 1:18.936 | 0:00.046 | 0:02.654 |
| 23                      | 11 | Alessandro Zanardi    | Lotus-Mugen-Honda    | G     | 1:19.066 | 0:00.130 | 0:02.784 |
| 24                      | 31 | David Brabham         | Simtek-Ford          | G     | 1:19.771 | 0:00.705 | 0:03.489 |
| 25                      | 19 | Olivier Beretta       | Larrousse-Ford       | G     | 1:19.863 | 0:00.092 | 0:03.581 |
| 26                      | 32 | Jean-Marc Gounon      | Simtek-Ford          | G     | 1:21.829 | 0:01.966 | 0:05.547 |
| Nie zakwalifikowali się |    |                       |                      |       |          |          |          |
|                         | 34 | Bertrand Gachot       | Pacific-Ilmor        | G     | 1:21.952 | 0:00.123 | 0:05.670 |
|                         | 33 | Paul Belmondo         | Pacific-Ilmor        | G     | 1:23.004 | 0:01.052 | 0:06.722 |
| P                       | Nr | Kierowca              | Konstruktor(-silnik) | Opony | Czas     | Odstęp   | Strata   |

### Wyścig
| P                 | + / – | Nr | Kierowca              | Konstruktor       | Opony | Okr. | Czas / Strata | Komentarz                  |
| ----------------- | ----- | -- | --------------------- | ----------------- | ----- | ---- | ------------- | -------------------------- |
| 1                 | 2     | 5  | Michael Schumacher    | Benetton-Ford     | G     | 72   | 1h38:35.704   |                            |
| 2                 | 1     | 0  | Damon Hill            | Williams-Renault  | G     | 72   | +0:12.642     |                            |
| 3                 | 2     | 28 | Gerhard Berger        | Ferrari           | G     | 72   | +0:52.765     |                            |
| 4                 | 6     | 30 | Heinz-Harald Frentzen | Sauber-Mercedes   | G     | 71   | +1 okr.       |                            |
| 5                 | 11    | 23 | Pierluigi Martini     | Minardi-Ford      | G     | 70   | +2 okr.       |                            |
| 6                 | 5     | 29 | Andrea de Cesaris     | Sauber-Mercedes   | G     | 70   | +2 okr.       |                            |
| 7                 | 12    | 12 | Johnny Herbert        | Lotus-Mugen-Honda | G     | 70   | +2 okr.       |                            |
| 8                 | 10    | 9  | Christian Fittipaldi  | Footwork-Ford     | G     | 70   | +2 okr.       |                            |
| 9                 | 17    | 32 | Jean-Marc Gounon      | Simtek-Ford       | G     | 68   | +4 okr.       |                            |
| 10                | 7     | 4  | Mark Blundell         | Tyrrell-Yamaha    | G     | 67   | +5 okr.       |                            |
| 11                | 9     | 20 | Érik Comas            | Larrousse-Ford    | G     | 66   | +6 okr.       | silnik                     |
| Niesklasyfikowani |       |    |                       |                   |       |      |               |                            |
|                   |       | 3  | Ukyō Katayama         | Tyrrell-Yamaha    | G     | 53   |               | poślizg                    |
|                   |       | 7  | Mika Häkkinen         | McLaren-Peugeot   | G     | 48   |               | silnik                     |
|                   |       | 2  | Nigel Mansell         | Williams-Renault  | G     | 45   |               | skrzynia biegów            |
|                   |       | 27 | Jean Alesi            | Ferrari           | G     | 41   |               | kolizja z Barrichello      |
|                   |       | 14 | Rubens Barrichello    | Jordan-Hart       | G     | 41   |               | kolizja z Alesim           |
|                   |       | 25 | Éric Bernard          | Ligier-Renault    | G     | 40   |               | skrzynia biegów            |
|                   |       | 19 | Olivier Beretta       | Larrousse-Ford    | G     | 36   |               | silnik                     |
|                   |       | 8  | Martin Brundle        | McLaren-Peugeot   | G     | 29   |               | silnik                     |
|                   |       | 10 | Gianni Morbidelli     | Footwork-Ford     | G     | 28   |               | kolizja z Panisem          |
|                   |       | 26 | Olivier Panis         | Ligier-Renault    | G     | 28   |               | kolizja z Morbidellim      |
|                   |       | 31 | David Brabham         | Simtek-Ford       | G     | 28   |               | układ przeniesienia napędu |
|                   |       | 6  | Jos Verstappen        | Benetton-Ford     | G     | 25   |               | poślizg                    |
|                   |       | 15 | Eddie Irvine          | Jordan-Hart       | G     | 24   |               | skrzynia biegów            |
|                   |       | 24 | Michele Alboreto      | Minardi-Ford      | G     | 21   |               | silnik                     |
|                   |       | 11 | Alessandro Zanardi    | Lotus-Mugen-Honda | G     | 20   |               | silnik                     |
| P                 | + / – | Nr | Kierowca              | Konstruktor       | Opony | Okr. | Czas / Strata | Komentarz                  |

### Najszybsze okrążenie
| Nr | Kierowca   | Konstruktor      | Opony | Czas     | Okr. |
| -- | ---------- | ---------------- | ----- | -------- | ---- |
| 0  | Damon Hill | Williams-Renault | G     | 1:19.678 | 4    |